# Lygus aeratus
Lygus aeratus är en insektsart som beskrevs av Knight 1917. Lygus aeratus ingår i släktet Lygus och familjen ängsskinnbaggar. Inga underarter finns listade i Catalogue of Life.